# AEW Women's World Championship
El AEW Women's World Championship (Campeonato Mundial Femenino de AEW, en español) es un campeonato femenino de lucha libre profesional creado y utilizado por la compañía estadounidense All Elite Wrestling (AEW). El campeonato fue presentado el 31 de agosto de 2019 en el evento de All Out. La campeona actual es «Timeless» Toni Storm, quien se encuentra en su cuarto reinado.

## Historia

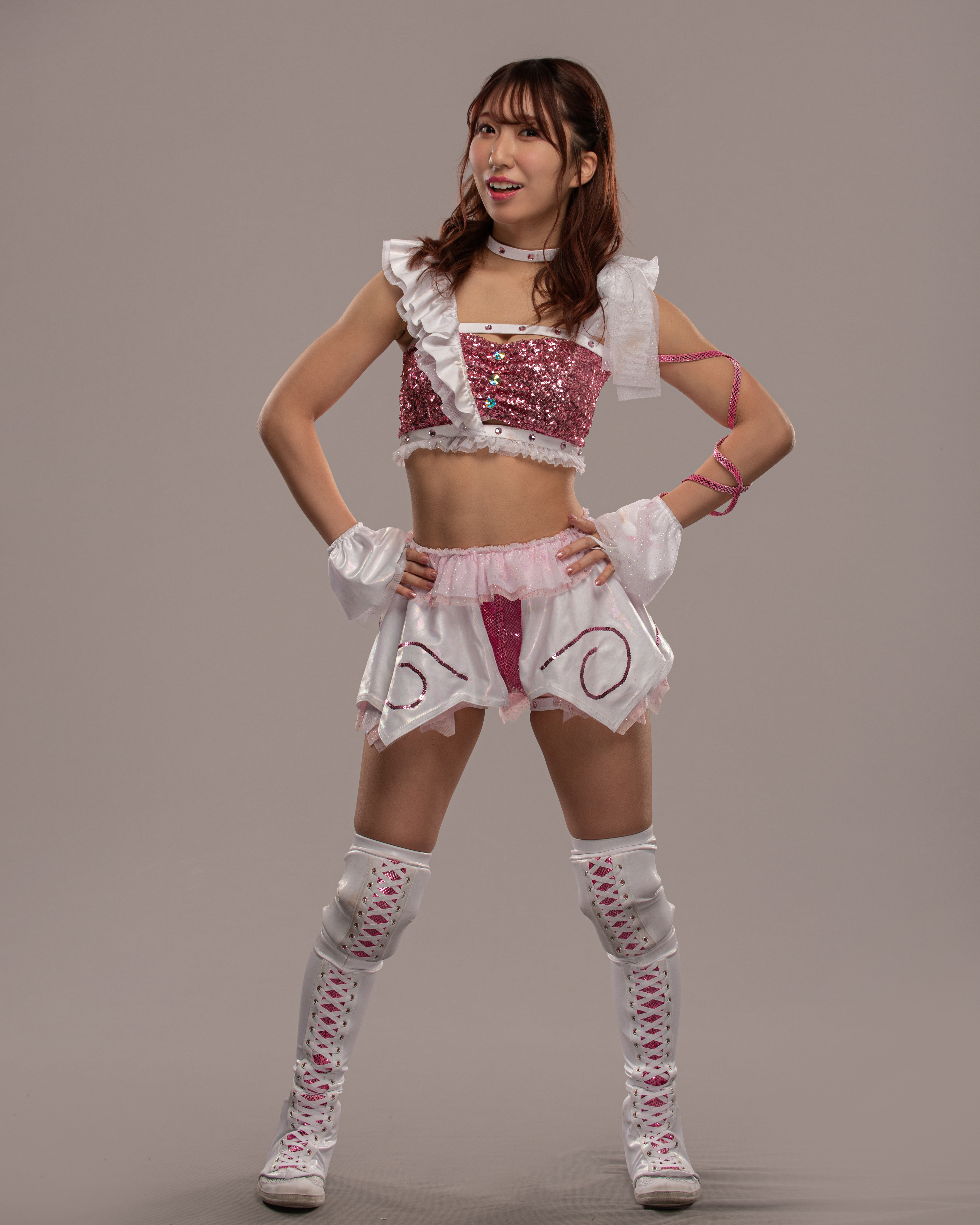
La campeona inaugural, Riho.

El 18 de junio, el fundador de AEW, Tony Khan, anunció planes de futuro para un campeonato femenino y un campeonato femenino en parejas. El 20 de junio, Brandi Rhodes anunció oficialmente que el Campeonato Mundial Femenil de AEW se presentaría en All Out el 31 de agosto. El 1 de agosto, se anunció que la primera campeona sería coronado el 2 de octubre en el show de All Elite Wrestling.
Ambos participantes para la lucha inaugural del campeonato fueron determinados en All Out. La primera competidora fue determinado por el Women Casino Battle Royale durante el pre-show, que ganó Nyla Rose. Riho se convirtió en su oponente al derrotar a Hikaru Shida en el evento principal. En el primer episodio de Dynamite, Riho derrotó a Rose para convertirse en la campeona inaugural.
El 28 de mayo de 2021, la transmisión especial del viernes por la noche de Dynamite, el campeón reinante Hikaru Shida recibió un cinturón de campeonato ligeramente actualizado. El nuevo cinturón presenta el mismo diseño en general, pero es un poco más grande con diamantes incrustados adicionales y chapado en oro adicional, y solo tiene dos placas laterales a cada lado de la placa central en lugar de tres. La presentación del cinturón más nuevo fue para conmemorar el reinado de Shida de 370 días, que actualmente es el reinado más largo de cualquier campeonato de AEW. Shida, sin embargo, perdería el título solo dos días después en Double or Nothing ante la Dr. Britt Baker, D.M.D.

## Campeonas

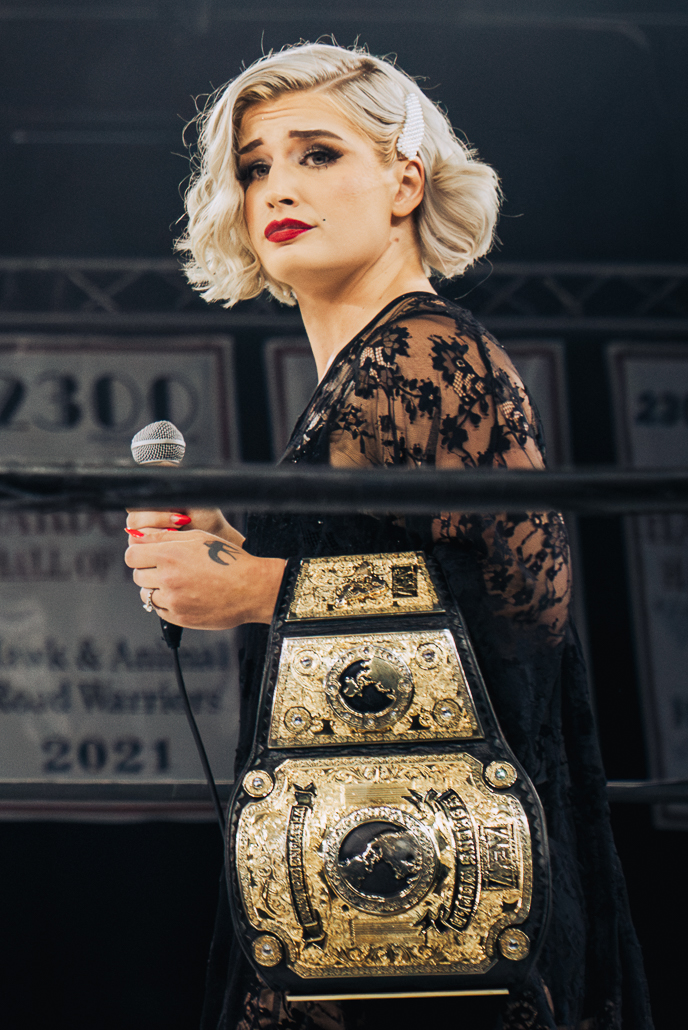
La campeona actual, «Timeless» Toni Storm.

El Campeonato Mundial Femenino de AEW es el campeonato femenino de la empresa, creado a mediados de 2019. Desde entonces, ha habido 9 distintas campeonas oficiales y 14 reinados en total. Riho, Hikaru Shida, Thunder Rosa, Toni Storm, Jamie Hayter, Saraya y Mariah May son las siete luchadoras no estadounidenses que han ostentado el título.
El reinado más largo en la historia le pertenece a Hikaru Shida, quien mantuvo el título durante 372 días en su primera titularidad. Asimismo, Shida también posee el reinado más corto, con 25 días con el título en su segunda titularidad.
En cuanto a los días en total como campeona (un acumulado entre la suma de todos los días de los reinados individuales de cada luchadora), Hikaru Shida posee el primer lugar con 436 días en tres reinados. Le siguen Toni Storm (604+ días en cuatro reinados), Dr. Britt Baker D.M.D. (290 días en un reinado), Jamie Hayter (191 días en un reinado) y Mariah May (174 días en un reinado). Además, Shida es la única luchadora que ha sido campeona durante más de un año de manera ininterrumpida.
La campeona más joven en la historia es Riho, quien a los 22 años y 120 días derrotó a Nyla Rose para determinar a la primera campeona en el primer episodio de Dynamite el 2 de octubre de 2019. En contraparte, la campeona más vieja es Nyla Rose, quien a los 37 años y 193 días derrotó a Riho en Dynamite. En cuanto al peso de las campeonas, Nyla Rose es la más pesada, con 84 kilogramos, mientras que Riho es el más liviana, con 42 kilogramos. Finalmente, Toni Storm es la luchadora con más reinados, con cuatro.

### Campeona actual
La actual campeona es «Timeless» Toni Storm, quien se encuentra en su cuarto reinado. Storm ganó el título luego de derrotar a la excampeona Mariah May el 15 de febrero de 2025 en Grand Slam: Australia.
Storm registra hasta el 15 de agosto de 2025 las siguientes defensas televisadas:
1. vs. Mariah May (9 de marzo de 2025, Revolution)
2. vs. Megan Bayne (6 de abril de 2025, Dynasty)
3. vs. Mina Shirakawa (25 de mayo de 2025, Double or Nothing)
4. vs. Mercedes Moné (12 de julio de 2025, All In)

### Lista de campeonas
| N.º | Campeona               | Lucha                   | Lucha                            | Lucha                     | Estadísticas | Estadísticas | Estadísticas      | Notas y referencias |
| N.º | Campeona               | Fecha                   | Evento                           | Ubicación                 | Reinado      | Días         | Días rec. por AEW | Notas y referencias |
| --- | ---------------------- | ----------------------- | -------------------------------- | ------------------------- | ------------ | ------------ | ----------------- | --- |
| 1   | Riho                   | 2 de octubre de 2019    | Dynamite                         | Washington D. C.          | 1            | 133          | 133               | Derrotó a Nyla Rose para coronarse primera campeona. |
| 2   | Nyla Rose              | 12 de febrero de 2020   | Dynamite                         | Cedar Park, Texas         | 1            | 101          | 101               | [ 11 ] |
| 3   | Hikaru Shida           | 23 de mayo de 2020      | Double or Nothing                | Jacksonville, Florida     | 1            | 372          | 372               | Fue un No Disqualification, No Count-Out Match. Durante su reinado el campeonato cambió de diseño. Este es el reinado más largo de la historia del campeonato. |
| 4   | Dr. Britt Baker D.M.D. | 30 de mayo de 2021      | Double or Nothing                | Jacksonville, Florida     | 1            | 290          | 290               | Durante su reinado el campeonato cambió de diseño. |
| 5   | Thunder Rosa           | 16 de marzo de 2022     | Dynamite: St. Patrick's Day Slam | San Antonio, Texas        | 1            | 172          | 172               | Fue la primera Steel Cage Match. |
| —   | Vacante                | 4 de septiembre de 2022 | All Out                          | Hoffman Estates, Illinois | —            | —            | —                 | La campeona vigente, Thunder Rosa, sufrió una lesión en la espalda a finales de agosto y en este evento se coronó a una campeona interina: sin embargo, en el episodio del 23 de noviembre de 2022 de Dynamite, Rosa renunció al campeonato y los posteriores reinados interinos se hicieron oficiales de forma retroactiva.       |
| 6   | Toni Storm             | 4 de septiembre de 2022 | All Out                          | Hoffman Estates, Illinois | 1            | 76           | 76                | Derrotó a Britt Baker, Hikaru Shida y Jamie Hayter para determinar a la campeona interina, sin embargo, AEW seguía reconociendo el reinado de Rosa. Debido a que Rosa renunció al título en el episodio del 23 de noviembre de 2022 de Dynamite, el reinado interino de Storm se convirtió retroactivamente en un reinado oficial. |
| 7   | Jamie Hayter           | 19 de noviembre de 2022 | Full Gear                        | Newark, Nueva Jersey      | 1            | 190          | 191               | Originalmente derrotó a Storm por el campeonato interino, ya que AEW seguía reconociendo el reinado de Rosa. El 23 de noviembre, AEW reconoció a Hayter como campeona oficial después de despojar a la excampeona Rosa de su campeonato.                                                                                           |
| 8   | Toni Storm             | 28 de mayo de 2023      | Double or Nothing                | Paradise, Nevada          | 2            | 66           | 66                | [ 20 ] |
| 9   | Hikaru Shida           | 2 de agosto de 2023     | Dynamite                         | Tampa, Florida            | 2            | 25           | 25                | Este es el reinado más corto en la historia del campeonato. |
| 10  | Saraya                 | 27 de agosto de 2023    | All In                           | Londres, Inglaterra       | 1            | 44           | 44                | Derrotó a Britt Baker, Hikaru Shida y Toni Storm. |
| 11  | Hikaru Shida           | 10 de octubre de 2023   | Dynamite: Title Tuesday          | Independence, Misuri      | 3            | 39           | 39                | [ 23 ] |
| 12  | «Timeless» Toni Storm  | 18 de noviembre de 2023 | Full Gear                        | Los Angeles, California   | 3            | 281          | 281               | [ 24 ] |
| 13  | Mariah May             | 25 de agosto de 2024    | All In                           | Londres, Inglaterra       | 1            | 174          | 174               | [ 25 ] |
| 14  | «Timeless» Toni Storm  | 15 de febrero de 2025   | Grand Slam: Australia            | Brisbane, Australia       | 4            | 181+         | 181+              | [ 26 ] |

### Total de días con el título

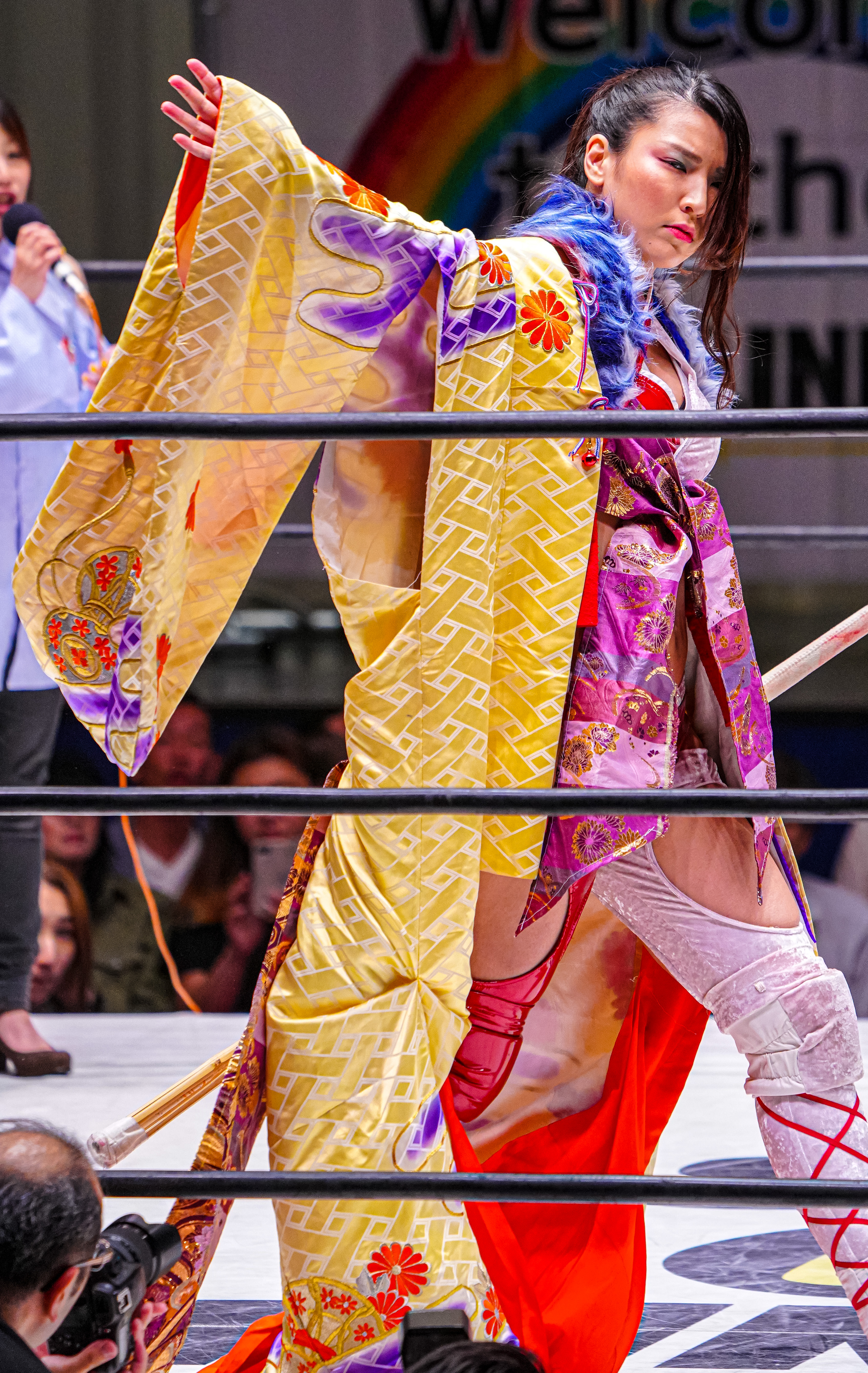
Hikaru Shida es la segunda con mayor cantidad días de reinado acumulados, con 436.

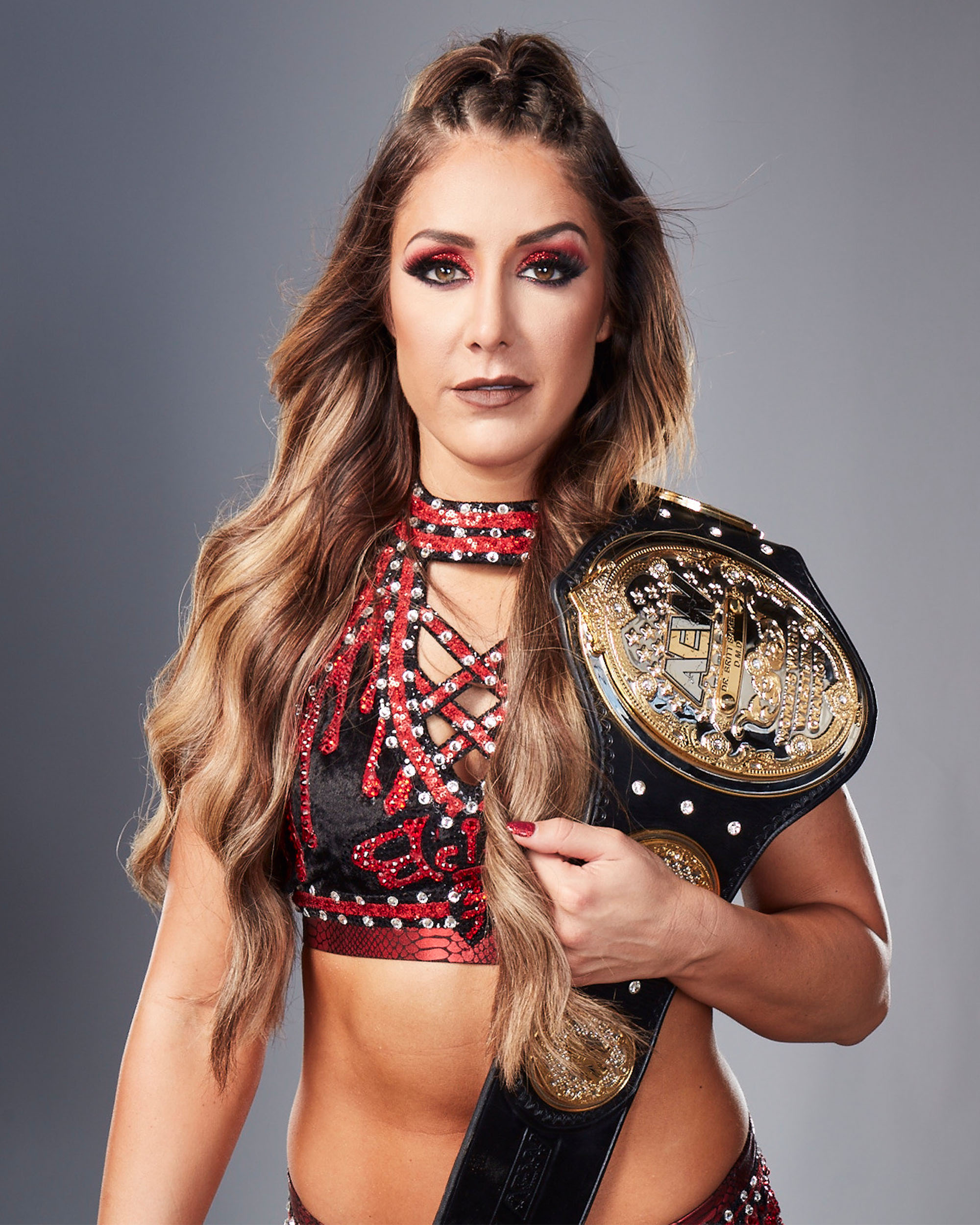
Dr. Britt Baker D.M.D., en la imagen con el diseño anterior del campeonato, es la tercera con más días de reinado, con 290.

La siguiente lista muestra el total de días que una luchadora ha poseído el campeonato, si se suman todos los reinados que posee. Actualizado a la fecha del 15 de agosto de 2025.
| + | Indica a la campeona actual |

| N.º | Luchadora                        | Reinados | Total de días | Reconocidos por AEW |
| --- | -------------------------------- | -------- | ------------- | ------------------- |
| 1   | Toni Storm/«Timeless» Toni Storm | 4        | 604+          | 604+                |
| 2   | Hikaru Shida                     | 3        | 436           | 436                 |
| 3   | Dr. Britt Baker D.M.D.           | 1        | 290           | 290                 |
| 4   | Jamie Hayter                     | 1        | 190           | 191                 |
| 5   | Mariah May                       | 1        | 174           | 174                 |
| 6   | Thunder Rosa                     | 1        | 172           | 172                 |
| 7   | Riho                             | 1        | 133           | 133                 |
| 8   | Nyla Rose                        | 1        | 101           | 101                 |
| 9   | Saraya                           | 1        | 44            | 44                  |

### Mayor cantidad de reinados
| Reinados | Luchadora(s)                     |
| -------- | -------------------------------- |
| 4 veces  | Toni Storm/«Timeless» Toni Storm |
| 3 veces  | Hikaru Shida                     |